# Kongsberg
Kongsberg je zgodovinsko rudarsko mesto in občina v Buskerudu v okrožju Viken na Norveškem. Mesto leži ob reki Numedalslågen na vhodu v dolino Numedal. Kongsberg je bil stoletja središče rudarjenja srebra, proizvodnje orožja in gozdarstva ter je kraj industrije visoke tehnologije, vključno s sedežem največjega norveškega obrambnega izvajalca Kongsberg Gruppen.
Kongsberg, prej pisan kot Konningsberg ('Kraljeva gora'), je bil razvit kot rudarsko mesto na podlagi rudnikov srebra Kongsberg, ki jih je leta 1624 ustanovil in poimenoval po danskem in norveškem kralju Kristijanu IV. Kralj je povabil nemške inženirje in druge strokovnjaki iz Saške in regije Harz za pomoč pri izgradnji rudarskega podjetja. Kot rudarsko mesto je imel Kongsberg izrazito urbano kulturo, ki je bila v nasprotju z okolico, na katero je močno vplivala tradicija rudarskih skupnosti v Nemčiji in kjer se je nemški jezik v veliki meri uporabljal v rudarskih poslih in za verske službe. V prvih letih je bila skoraj polovica mestnega prebivalstva nemških priseljencev, večina inženirjev in vodilnih delavcev pa so bili nemški priseljenci in njihovi potomci daleč v 19. stoletju, ki so postali poseben družbeni razred, imenovan rudarske družine, ki so tvorile izobraženo družbeno elito Kongsberga, v nasprotju z norveškim kmečkim prebivalstvom; prvi Nobelov nagrajenec za ekonomijo Ragnar Frisch je pripadal takšni rudarski družini Kongsberga. Do 18. stoletja je bil Kongsberg drugo največje mesto na Norveškem, takoj za Bergnom. Kongsberg je bil eno od dveh norveških privilegiranih rudarskih mest in je tako tvoril posebno rudarsko jurisdikcijo (norveško Bergstad) in je postal del okrožja Buskerud šele leta 1760. 1. januarja 1838 je nova državna zakonodaja, ki je ustanovila lokalne vlade, naredila Kongsberg za občino. Podeželski občini Ytre Sandsvær in Øvre Sandsvær sta bili leta 1964 združeni v občino Kongsberg. Kongsberg je v 19. stoletju postopoma izgubil pomen za druga mesta, zlasti za hitro rastočo prestolnico Christiania (današnji Oslo).
Rudnik srebra Kongsberg so zaprli leta 1958 po delovanju 334 let in je danes muzej in glavna turistična atrakcija mesta. Kongsberg ostaja kraj kraljeve norveške kovnice (norveško Det Norske Myntverket), ki kuje norveške kovance ter proizvaja obtočne in zbirateljske kovance za druge države. Kongsberg je tudi dom največjega norveškega obrambnega izvajalca, Kongsberg Gruppen, ustanovljenega leta 1814. Dva izmed njegovih najbolj znanih izdelkov sta bila Kongsberg Colt in puška Krag–Jørgensen.
V Kongsbergu sta kampus Univerze jugovzhodne Norveške in šola Tiniusa Olsena, združena tehnična poklicna visoka in srednja šola.

## Zgodovina
Kongsberg je ustanovil dansko-norveški kralj Kristijan IV. kot rudarsko skupnost leta 1624 po odkritju srebra. Po uradnih zapisih sta srebro prva odkrila pastirska otroka Helga Verp in Jacob Grosvold poleti 1623. Vendar pa je bil obstoj nahajališč plemenitih kovin znan že prej, kar dokazujejo znaki zgodnejšega izkopavanja srebra. Z vzponom rudarjenja srebra je Kongsberg postal največje industrijsko središče na Norveškem pred industrijsko revolucijo. Na vrhuncu rudarjenja srebra v začetku 18. stoletja so rudniki srebra v Kongsbergu in sorodne industrije prispevale 10 % dansko-norveškega bruto nacionalnega proizvoda.
Za razvoj rudnikov srebra Kongsberg je Kristijan IV. najel Nemce iz rudnikov srebra na Saškem in Harzu ter pripeljal Nemce iz drugih rudnikov na Norveškem. Nemci so prinesli svoje znanje o rudarski tehnologiji, ki je bila še posebej pomembna v fazi zagona. Pred letom 1623 je bilo mesto na kraljevem ozemlju Sandsvær.
Štiri leta po ustanovitvi rudnikov srebra Kongsberg je bila večina od 1500 delavcev in uradnikov še vedno Nemcev. Postopoma so Norvežani vstopili v delovno silo in bili zaposleni kot nadzorniki. Leta 1636 je bilo tam zaposlenih 1370 Nemcev in 1600 Norvežanov. Leta 1648 je v Kongsbergu delalo 1500 Nemcev in 2400 Norvežanov.
Smodnik je bil uradno uveden v rudarstvu leta 1681. Rudarjenje v posebej trdih kamninah gore Kongsberg je bilo energetsko intenzivno, zato je rudnik srebra nadaljeval z razvojem nove tehnologije za zmanjšanje proizvodnih stroškov. Velik umetni jez je poganjal dvigala rudnika, preden je bila uvedena elektrika. Leta 1624 je bila zgrajena cesta od Hokksunda do Kongsberga, ki je služila rudnikom srebra Kongsberg, najpomembnejša cesta, zgrajena na Norveškem v 17. stoletju. Leta 1665 je bila cesta razširjena do Kristiansanda in Larvika.
Do leta 1683 je bila rudarska industrija pomembna gospodarska panoga države. Hiter razvoj Kongsberga je pomenil, da se je število delavcev v mestu do konca 17. stoletja močno povečalo. Delež Norvežanov v delovni sili se je povečal, vendar so v glavnem osebju dolgo časa prevladovali Nemci. Kongsberg je bil skorajda predstraža Nemčije na Norveškem: rudnik je imel nemško ime, uradni jezik pa je bila nemščina, šele pozneje je postal dvojezičen (nemščina in danščina). V Kongsbergu je bil uporabljen tudi nemški gorski pravosodni sistem. Pravno to pomeni, da so mesto zavezovali neodvisni predpisi, ki so delno ločevali rudarsko skupnost od pravnega sistema države. Nemci so s seboj prinesli Knappschaft, cehu podobno združenje rudarjev, ki je zagotavljalo brezplačno zdravstveno pomoč, pokojninski načrt, bolniško odsotnost delavcev in sobotni odmor. Kolobarjenje v poljedelstvu, značilno za Kongsberg, je morda navdihnilo tudi nemški vzorec.
Izkupiček iz rudarjenja srebra je bil dragocena pomoč za omejene danske finance. Dansko-Norveška se je močno zanašala na srebro iz Kongsberga, da bi podprla vojno proti Švedski. Plemenite kovine so postajale vedno bolj pomembne v valuti in da bi se približala svojemu viru surovin, se je kraljeva kovnica leta 1686 preselila iz Akershusa v Kongsberg. Med veliko severno vojno leta 1716 je mesto postalo glavna tarča vdora Karla XII. v Norderhof.
Kongsberg je bil še posebej znan po rudnikih srebra in njihovi visoki čistosti. Kongsbergova ruda je vsebovala tudi določeno količino zlata ter velike količine bakra, kobalta, svinca in cinka ter fluorita. Približno 15.750 ton srebra je bilo pridobljenih med odkritjem srebrovih rudnih slojev leta 1623 in zadnjim letom rudarjenja leta 1957. Delovna sila v rudniku se je začela močno povečevati ob koncu 17. stoletja. Po popisu leta 1769 je bilo v rudnikih zaposlenih približno 4000 delavcev. S skupno 8000 prebivalci je bilo mesto drugo največje na Norveškem za Bergnom (in tako večje od današnje prestolnice Oslo).
Po popisu prebivalstva na Norveškem leta 1749 je bil Kongsberg najbolj naseljeno mesto v Vzhodni Norveški. Leta 1802 mu je bila podeljena kraljeva listina o trgovini – v vrednosti uradnega mesta. Po nekaj težkih letih z zmanjšano proizvodnjo srebra iz rudnikov, vojni 1807–1814 in hudem mestnem požaru leta 1810, kjer je 56 hiš na zahodni strani so bili uničeni, je rudarstvo dopolnila vlada, ki je leta 1814 ustanovila obrambno industrijo. Do leta 1835 se je prebivalstvo zmanjšalo na 3540.
Kongsberg je dom kraljeve norveške kovnice (norveško Det Norske Myntverket), ki kuje norveške kovance ter proizvaja obtočne in zbirateljske kovance za druge države, kot je Izrael. Ustanovljena je bila leta 1686 in se je leta 2004 preimenovala v Kraljevo norveško kovnico (norveško Den Kongelige Mynt), potem ko je bila leta 2003 prodana zasebnim vlagateljem (finski kovnici in norveškemu podjetju Samlerhuset). Kongsberg je tudi kraj Rudarske šole Kongsberg (Kongsberg Bergseminar), akademska ustanova za rudarsko tehnologijo, ki je delovala od 1757 do 1814.
V mirnih časih se je obrambna industrija postopoma razvila tudi v številne druge vrste visokotehnoloških dejavnosti, ki zdaj prevladujejo pri zaposlovanju v mestu. Leta 1987 pa je državna tovarna orožja Kongsberg (Kongsberg Vaapenfabrikk) utrpela veliko finančno krizo kot tudi obtožbe o kršenju pravil CoCom s prodajo občutljive tehnologije sovjetskemu bloku. Posledično je bilo podjetje razdeljeno na več manjših enot in delno prodano zasebnim vlagateljem. Danes ločena podjetja uspevajo kot eden glavnih norveških visokotehnoloških industrijskih grozdov, osredotočen na obrambno in pomorsko podjetje Kongsberg Gruppen, ki kotira na borzi v Oslu.
13. oktobra 2021 je moški z rezilom zabodel več ljudi, pri čemer jih je pet ubil in tri ranil. Policija je nato prijela osumljenca, za katerega je vodja policije v Kongsbergu kasneje povedal novinarjem, da se je spreobrnil v muslimansko vero.

## Geografija
Kongsberg leži na ustju doline Numedal; bolj proti jugu se dolina imenuje Lågendalen.
Sosednji občini Kongsberga sta Flesberg na severu; Øvre Eiker in Hof na vzhodu; Lardal, Siljan in Skien na jugu; ter Sauherad in Notodden na zahodu. Od teh sta prvi dve v okrožju Buskerud kot Kongsberg, medtem ko Hof in Lardal ležita v Vestfoldu, drugi pa v Telemarku. Mesto deli reka Numedalslågen, ki ima v samem mestu tri slapove.

### Podnebje
Kongsberg ima vlažno celinsko podnebje (Dfb), s poznim poletjem in jesenjo kot najbolj mokro sezono ter februarjem in aprilom kot najbolj suho sezono. Po norveških standardih ima topla poletja; povprečne dnevne vrednosti poleti so primerljive z Oslom. Pozimi je Kongsberg hladnejši od Osla in snežna odeja na tleh je običajna. Največja zabeležena višina snega je bila 123 cm 3. marca 2006. Najvišja temperatura vseh časov 34,6 °C je bila zabeležena 19. junija 1970, medtem ko je bila 10. avgusta 1975 zabeležena 34,5 °C. Najnižja temperatura v zgodovini –32,5 °C je bila zabeležena 3. januarja 1941. Januarja 2022 so vse mesečne najnižje vrednosti stare, 11 izpred leta 1950. Vse najvišje vrednosti so iz obdobja po letu 1950, 5 od 12 iz po letu 2000 (pr. januar 2022). Kongsberg je zabeležil 30 °C že 14. maja (leta 2000). Vremenska postaja Kongsberg brannstasjon snema od leta 2003, ekstremi vključujejo podatke iz Kongsberg II, III in IV.

## Kultura
S povečanjem prebivalstva med razcvetom rudarjenja srebra v mestu sredi 18. stoletja je prišla potreba po novi cerkvi, ki so jo gradili 21 let in jo slavnostno odprli leta 1761. Ima strogo rdečo opečno zunanjost, a bogato okrašeno baročno notranjost, vključno z edinstvenimi lestenci, izdelanimi v steklarni Nøstetangen v sosednjem Hokksundu. Cerkev Kongsberg ostaja ena največjih na Norveškem s kapaciteto 2400 sedežev.
Prvotne cerkvene orgle iz baročnega obdobja, ki jih je v letih 1760–65 izdelal priznani nemški izdelovalec orgel Gottfried Heinrich Gloger, je Jürgen Ahrend v letih 1999–2000 v celoti obnovil in januarja 2001 ob velikem pompu ponovno odprl. S svojimi 42 glasovi so največje baročne orgle v Skandinaviji. Vsako leto konec januarja glasbeni festival Gloger zdaj pritegne izbrano množico umetnikov in ljubiteljev glasbe z vsega sveta.
Od leta 1964 Kongsberg gosti Kongsberg Jazzfestival, letni mednarodni jazz festival. V zadnjih letih so na festivalu, ki ga močno sponzorira lokalna industrija, nastopali ugledni svetovni izvajalci, kot so BB King, Diana Krall, Ornette Coleman, Joshua Redman in John Scofield.

## Kronene i Håvet
Ta znamenitost (Kronene i Håvet) je mesto, kjer so norveški kraljevi monogrami vklesani v pobočje gore s pogledom na Kongsberg, da bi označili kraljeve obiske v mestu. Junija 1704 je kralj Friderik IV. obiskal Kongsberg in začel tradicijo, ki se še vedno praznuje. Kralj Friderik je poskrbel tudi za beleženje monogramov obiskov prejšnjih monarhov.
Prvi monogram na pobočju je pripadal Kristijanu IV., ki je leta 1624 ustanovil Kongsberg na mestu na novo odkritih nahajališč srebra. Njegovemu obisku je sledil obisk Friderika III. (1648) in Kristjana V. (1685). Kristjan VI. Danski in njegova kraljica Sofija Magdalena (1733), Friderik V. Danski (1749), Oskar I. Švedski (1845), Oskar II. Švedski (1890), Haakon VII. Norveški (1908), Olaf V. Norveški (1962) in nazadnje Harald V. Norveški (1995).

## Tehnološki park Kongsberg
Tehnološki park Kongsberg je del Kongsberga, ki je na Kirkegårdsveien 45 in Arsenal na Kongsgårdsmoen. Ima več kot 5200 zaposlenih, razpršenih po 60 narodnostih in 48 državah, svoje korenine pa lahko izsledimo vse do leta 1814. Med najemniki v tehnološkem parku so Kongsberg Gruppen, Kongsberg Defence & Aerospace, GKN Aerospace, Siemens Energy, Kongsberg Terotech, TechnipFMC, Data Respons in Kongsberg Precision Cutting Systems.
Park upravlja tudi nepremičnine v Stjørdalu, Hortenu, Sandefjordu, Skedsmu, Askerju, Bærumu, Oslu, Ryggeju, Kristiansandu, Stavangerju, Ulsteinviku in Brattvågu.

## Pobratena mesta
Kongsberg je pobraten z:
- Čitose, Hokaido, Japonska
- Espoo, Finska
- Gouda, Nizozemska
- občina Køge, Danska
- občina Kristianstad, Švedska
- občina Skagafjörður, Islandija